# Aéroport international Shah Jalal
L'aéroport international Shah Jalal, anciennement appelé aéroport international de Dhaka (entre 1979 et 1981), ou encore aéroport international Zia (entre 1981 et 2010), (code IATA : DAC • code OACI : VGHS), est un aéroport du Bangladesh desservant la ville de Dacca, capitale du pays. C'est le plus important du pays quant au trafic.

## Situation
| Chittagong Dacca Sylhet Barisal Cox's Bazar Jessore Râjshâhî Saidpur |

## Compagnies aériennes et destinations

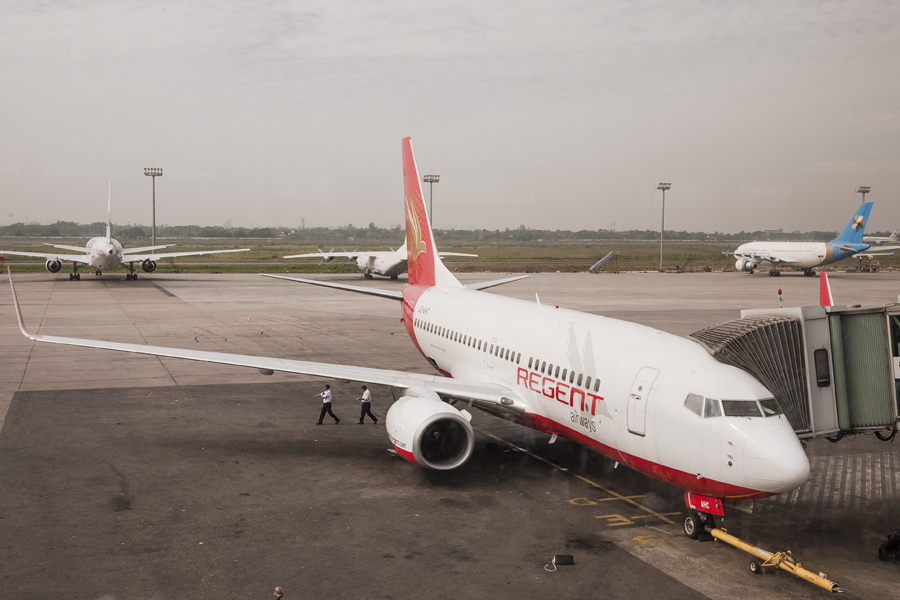
Boeing 737-700 de Regent Airways et Airbus A310 d'United Airways (à droite) sur le tarmac

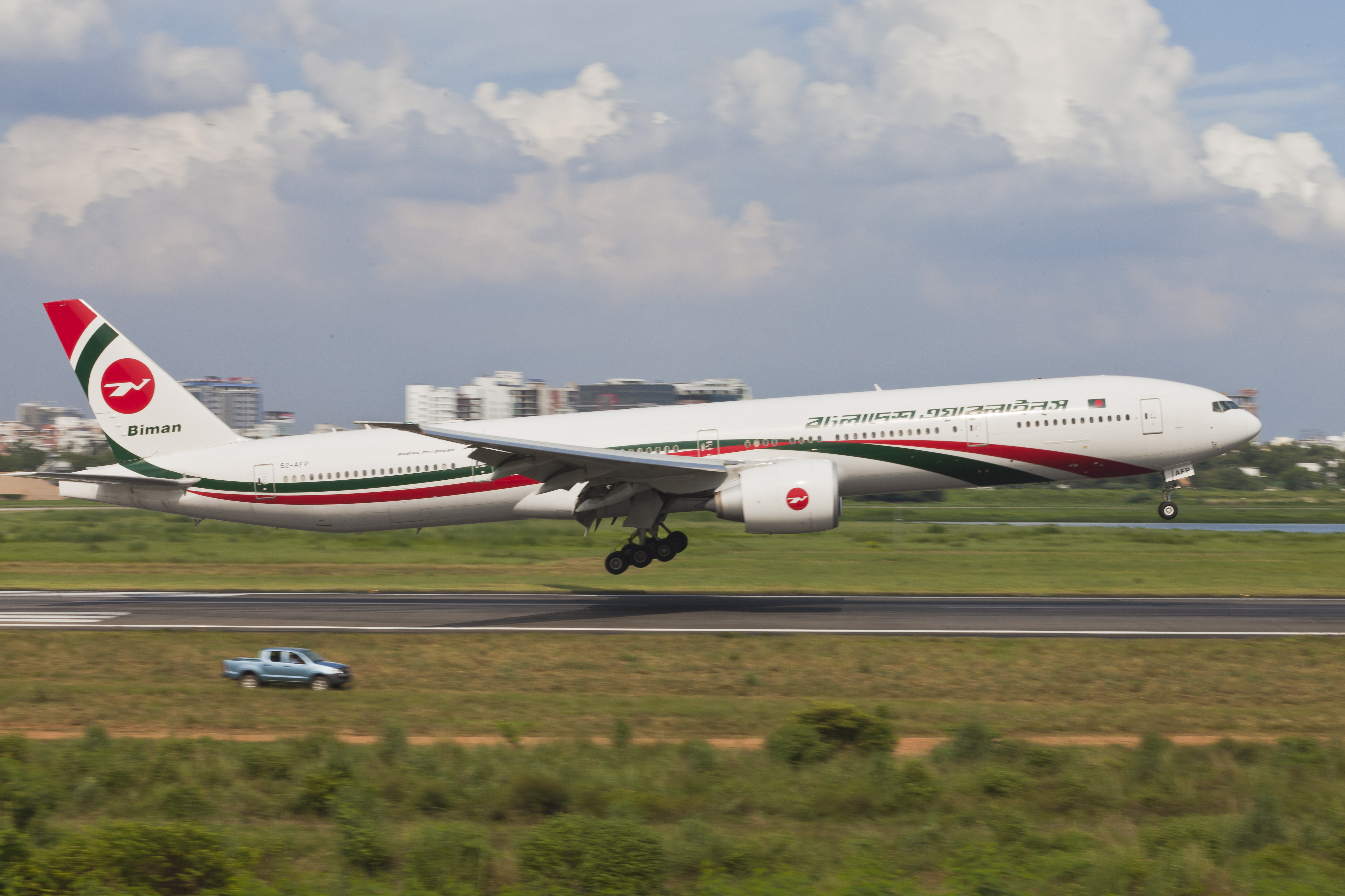
Boeing 777-300ER de Biman Bangladesh Airlines à l'atterrissage.

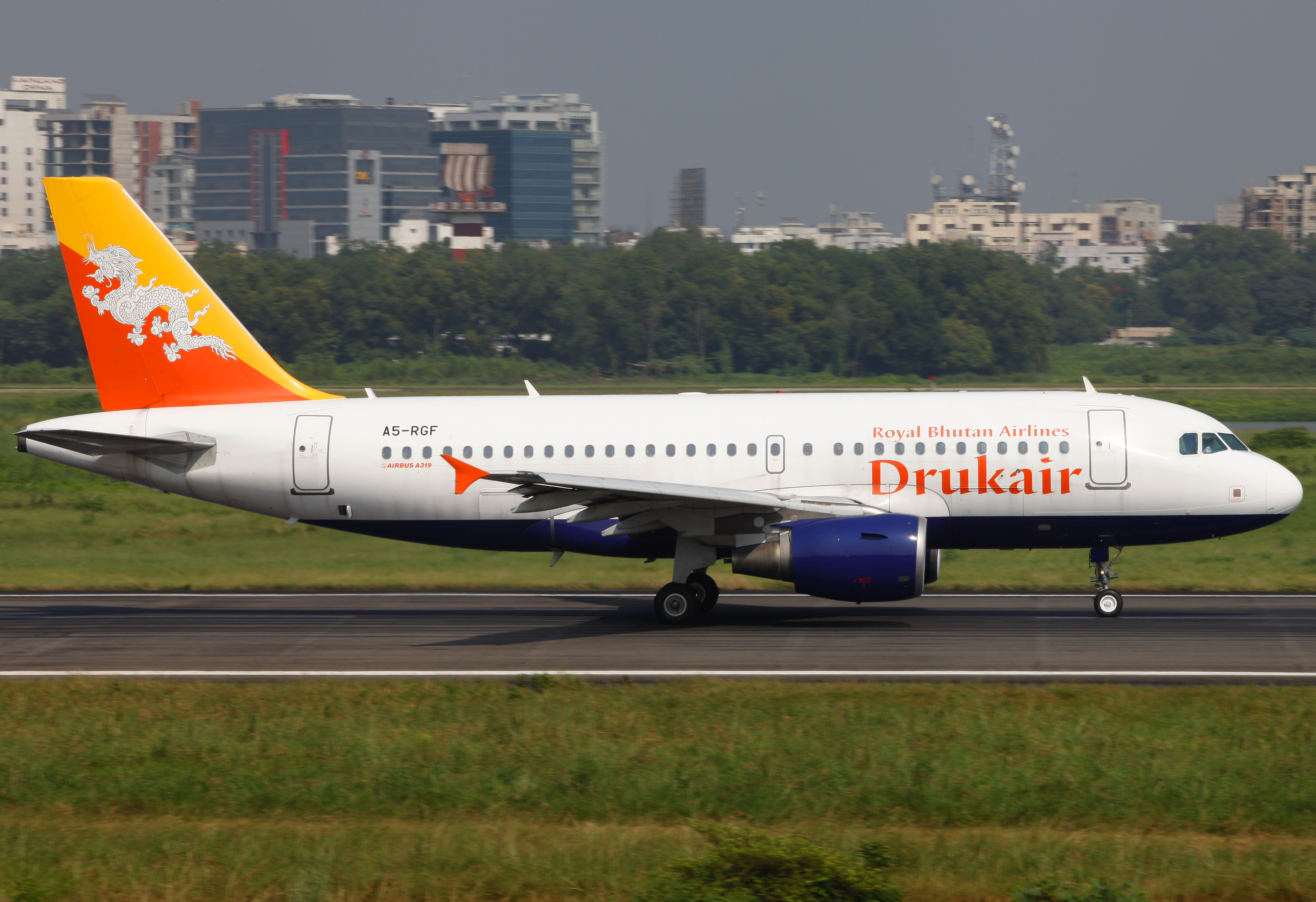
Druk Air, compagnie aérienne nationale du Bhoutan

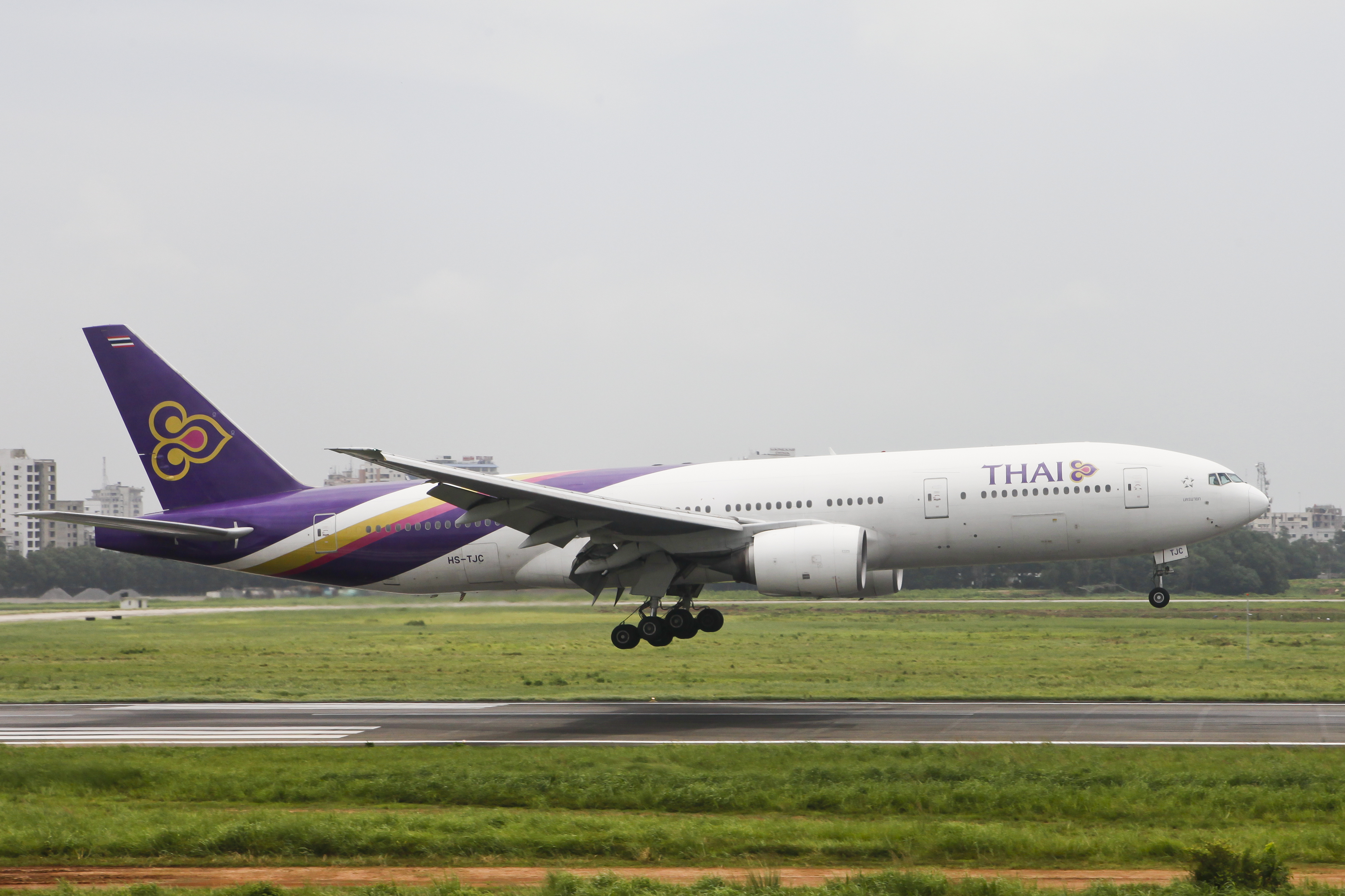
Boeing 777-200ER de Thai Airways à l'atterrissage

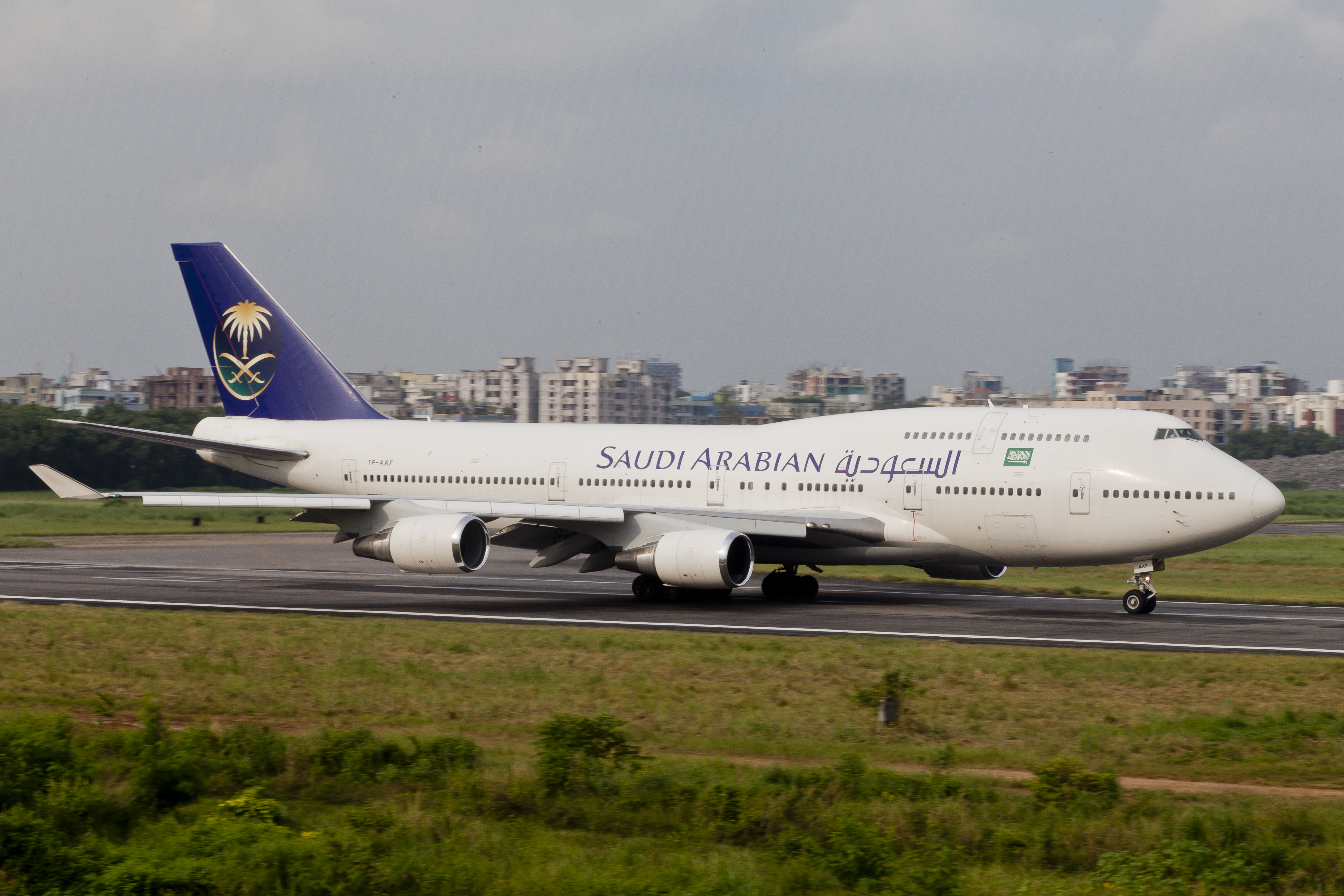
Boeing 747 de Saudi Arabian Airlines en stationnement

L'aéroport consiste en trois grands terminaux, T1 et T2 pour les vols internationaux, et un troisième appelé Terminal Domestique pour les vols nationaux. Dans le T1 et T2, le rez-de-chaussée est utilisé pour les arrivés, et l'étage pour les départs. Le terminal domestique ne dispose que d'un seul niveau. Un terminal VIP existe à 200 mètres du principal mais n'est utilisé qu'occasionnellement.
Un troisième terminal international est à l'étude.

### Passagers
| Compagnies                | Destinations | Refs.                   |
| ------------------------- | --- | ----------------------- |
| Air Arabia                | Charjah | [citation nécessaire]   |
| Air Asia                  | Kuala Lumpur | [citation nécessaire]   |
| Air India                 | Calcutta-N. S. C. Bose | [citation nécessaire] " |
| Biman Bangladesh Airlines | - Abou Dabi, - Bangkok-Suvarnabhumi, - Barisal, - Chittagong, - Cox's Bazar, - Dammam-roi Fahd, - Delhi-Indira Gandhi, - Doha-Hamad, - Dubaï, - Djeddah - Roi-Abdelaziz, - Jessore, - Katmandou-Tribhuvan, - Calcutta-N. S. C. Bose, - Kuala Lumpur, - Koweït, - Londres-Heathrow, - Mascate, - Râjshâhî-Shah Makhdum, - Riyad-roi Khaled, - Saidpur, - Singapour-Changi, - Osmani, - Rangoun (Yangon) Hajj:Médine-Prince M. Bin Abdulaziz | [ 2 ]                   |
| Cathay Dragon             | Hong Kong | [citation nécessaire]   |
| China Eastern Airlines    | Kunming-Changshui | [citation nécessaire]   |
| China Southern Airlines   | Canton-Baiyun | [citation nécessaire]   |
| Druk Air                  | Paro | [citation nécessaire]   |
| Emirates                  | Dubaï | [citation nécessaire]   |
| Gulf Air                  | Manama-Bahreïn | [citation nécessaire]   |
| IndiGo                    | Calcutta-N. S. C. Bose | [citation nécessaire]   |
| Kuwait Airways            | Koweït | [citation nécessaire]   |
| Malaysia Airlines         | Kuala Lumpur | [citation nécessaire]   |
| Maldivian                 | Madras (Chennai), Malé Velana | [citation nécessaire]   |
| Malindo Air               | Kuala Lumpur | [citation nécessaire]   |
| Novoair                   | Barisal, Chittagong, Cox's Bazar, Jessore, Calcutta-N. S. C. Bose, Râjshâhî-Shah Makhdum, Saidpur, Osmani | [citation nécessaire]   |
| Qatar Airways             | Doha-Hamad | [citation nécessaire]   |
| Regent Airways            | Bangkok-Suvarnabhumi, Chittagong, Cox's Bazar, Dammam-roi Fahd, Doha-Hamad, Jessore, Calcutta-N. S. C. Bose, Kuala Lumpur, Mascate, Saidpur, Singapour-Changi | [citation nécessaire]   |
| Salam Air                 | Mascate | [citation nécessaire]   |
| Saudia                    | Dammam-roi Fahd, Djeddah - Roi-Abdelaziz, Médine-Prince M. Bin Abdulaziz, Riyad-roi Khaled | [citation nécessaire]   |
| Singapore Airlines        | Singapour-Changi |                         |
| SpiceJet                  | Guwāhāti, Calcutta-N. S. C. Bose |                         |
| SriLankan Airlines        | Colombo-Bandaranaike |                         |
| Thai Airways              | Bangkok-Suvarnabhumi | [citation nécessaire]   |
| Thai Lion Air             | Bangkok-Don Muang | [citation nécessaire]   |
| Turkish Airlines          | Istanbul | [citation nécessaire]   |
| US-Bangla Airlines        | Bangkok-Suvarnabhumi, Barisal, Madras (Chennai), Chittagong, Cox's Bazar, Doha-Hamad, Canton-Baiyun, Jessore, Calcutta-N. S. C. Bose, Kuala Lumpur, Mascate, Râjshâhî-Shah Makhdum, Saidpur, Singapour-Changi, Osmani | [ 4 ]                   |

Édité le 22/06/2019

### Cargo

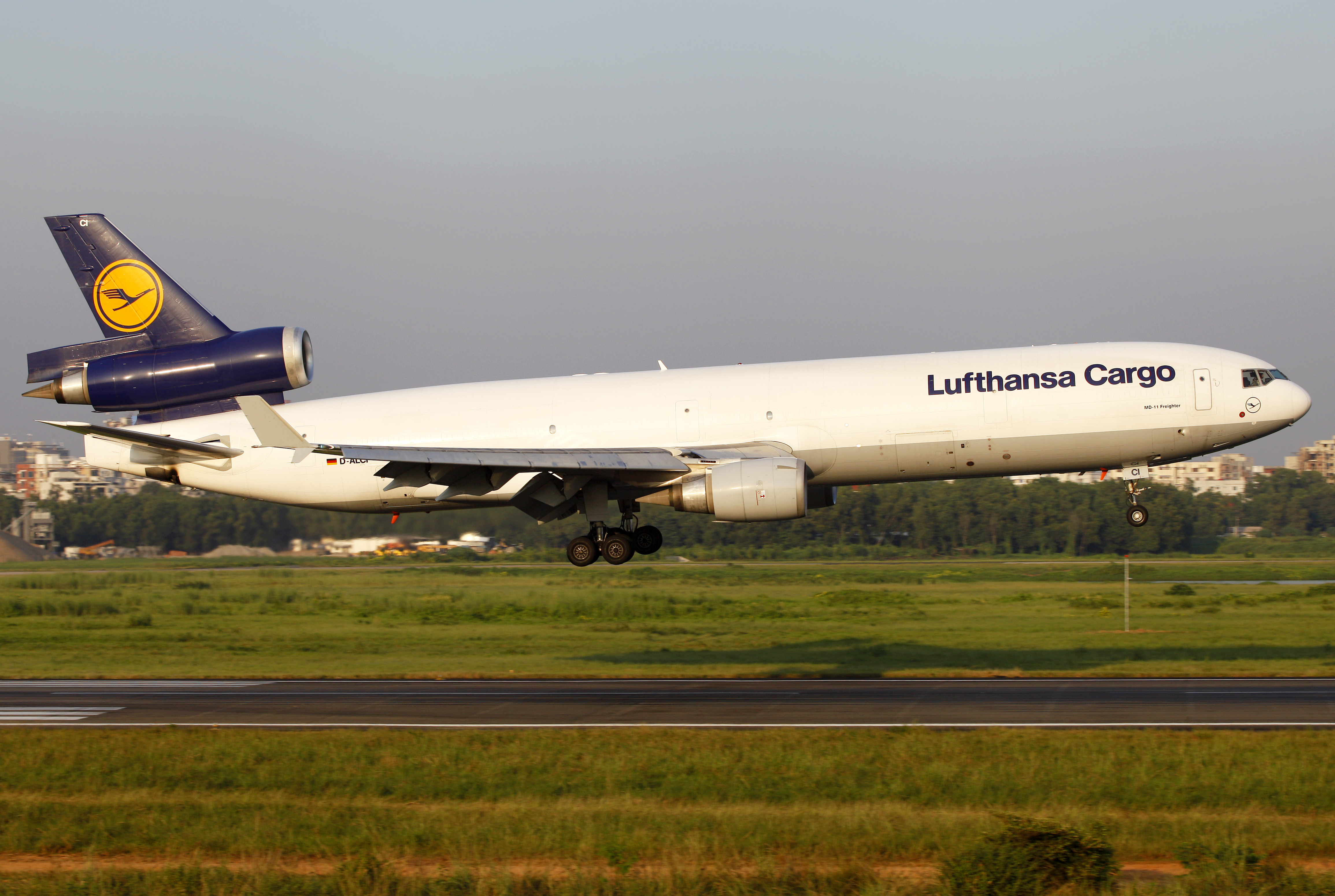
McDonnell Douglas MD-11F de Lufthansa Cargo à l'atterrissage.

| Compagnies                    | Destinations                               |
| ----------------------------- | ------------------------------------------ |
| Cathay Pacific Cargo          | Hanoï, Hong Kong                           |
| China Cargo Airlines          | Chongqing, Shanghai-Pudong                 |
| China Southern Airlines Cargo | Canton                                     |
| Emirates SkyCargo             | Dubai-Al Maktoum                           |
| Etihad Cargo                  | Abou Dabi, Chittagong, Hong Kong, Charjah  |
| Korean Air Cargo              | Hanoï, Séoul-Incheon                       |
| MASkargo                      | Kuala Lumpur                               |
| Lufthansa Cargo               | Francfort, Delhi, Bombay                   |
| Qatar Airways Cargo           | Doha, Calcutta, Koweït                     |
| Saudia Cargo                  | Dammam, Djeddah                            |
| Singapore Airlines Cargo      | Chongqing, Charjah, Singapour              |
| Turkish Airlines Cargo        | Bichkek, Istanbul-Atatürk, Koweït, Karachi |
| Uzbekistan Airways Cargo      | Tachkent                                   |
| Yangtze River Express         | Canton                                     |

Note : au 6 janvier 2016

## Incidents et accidents
- 5 août 1984 : le vol Biman Bangladesh Airlines s'écrase dans l'eau à 550 m du seuil de piste après avoir raté par deux fois son approche de l'aéroport de Dhaka, faisant 49 victimes.